# راتشا-ليخخومي وكفيمو سفانيتي
راتشا-ليخخومي وكفيمو سفانيتي (بالإنجليزية: Racha-Lechkhumi and Kvemo Svaneti)‏ هي منطقة في جورجيا، تتبع جورجيا، بلغ عدد سكانها 31٬927 نسمة، عاصمتها أمبرولاوري، تبلغ مساحتها 4٬954 كيلومتر مربع.